# Zentralverband der Steinarbeiter Deutschlands
Der Zentralverband der Steinarbeiter Deutschlands wurde 1884 als Verband der Steinmetzen Deutschlands gegründet und 1903 umbenannt. Die freie Gewerkschaft organisierte Steinmetze im Deutschen Kaiserreich und in der Weimarer Republik.

## Geschichte
Die Gewerkschaft wurde am 6. Juli 1884 in Halle als Verband der Steinmetzen Deutschlands gegründet. Nach dem Ende des Sozialistengesetzes wurde der Verband 1893 in eine Organisation aller in der Steinindustrie Deutschlands beschäftigten Arbeiter umgewandelt. Zum 1. Januar 1903 erfolgte die Umbenennung in Zentralverband der Steinarbeiter.
Am Jahresanfang 1924 trat der Verband der Steinsetzer, Pflasterer und Berufsgenossen Deutschlands der Gewerkschaft bei.
Der Steinarbeiter-Verband war Mitglied in der Generalkommission der Gewerkschaften Deutschlands und dem Nachfolger Allgemeiner Deutscher Gewerkschaftsbund. International war die Gewerkschaft im 1903 gegründeten Internationalem Steinarbeiter-Sekretariat aktiv.
Die Nationalsozialisten zerschlugen die Gewerkschaft am 2. Mai 1933. Nachfolger nach dem Zweiten Weltkrieg waren ab 1946 in Ostdeutschland die Industriegewerkschaft Bau und 1949 die Industriegewerkschaft Bau, Steine, Erden in Westdeutschland.